# Brush Creek Township (Arkansas)
Pour les articles homonymes, voir Brush Creek Township.
Brush Creek Township est l'un des trente-sept townships du comté de Washington, en Arkansas, aux États-Unis,.

### Source de la traduction
- (en) Cet article est partiellement ou en totalité issu de l’article de Wikipédia en anglais intitulé « Brush Creek Township, Washington County, Arkansas » (voir la liste des auteurs).